# باد غروند
باد غروند (هارز) (بالألمانية: Bad Grund) هي بلدة ألمانية تقع في ألمانيا في سكسونيا السفلى.  يقدر عدد سكانها بـ 8,957 نسمة .